# 조명연합군
조명연합군(朝明聯合軍)이란 임진왜란과 정유재란 당시의 한반도를 공격하고 점령한 일본군을 맞서기 위한 조선과 명나라의 연합 군대이다.
1592년 명나라 장수 조승훈이 3000명의 군대를 이끌고 조선에 최초 파병하여 단독으로 일본군과의 제2차 평양성 전투에 참여하였으나 패배했다.
이듬해 1593년 이여송이 4만 3000명의 군대를 이끌고 조선군과 연합하여 일본군과의 제4차 평양성 전투에서 승리하였다. 이후 진린의 수군, 유정의 10만 군대 등의 22만 명의 명나라 군대가 파병되어 조선군과의 연합작전으로 일본군과의 전투를 치르게 되었다.